# Newton Abbot
Newton Abbot – miasto w południowo-zachodniej Anglii (Wielka Brytania), w hrabstwie Devon, w dystrykcie Teignbridge, położone nad rzeką Teign, w pobliżu Parku Narodowego Dartmoor. W 2021 roku liczyło 29 650 mieszkańców. 
W historii znane jako miasto handlowe. Ośrodek wydobycia glinki kaolinowej. Pierwsze ślady osadnictwa pochodzą jeszcze sprzed czasów rzymskich – istniały tu fortyfikacje. Prawdopodobnie obserwowano tu ludzi nadciągających ze strony ujścia rzeki Teign. Istnieją również ślady osadnictwa z epoki panowania Rzymian. Od XIII w. miasto miało prawo urządzania cotygodniowego targu. Handlowano tu głównie wełną i skórami.
W mieście znajduje się stacja kolejowa na wspólnym odcinku linii Exeter–Plymouth oraz Riviera Line (Exeter–Paignton).
Nieopodal znajduje się dom opieki nad polskimi weteranami II wojny światowej, dawny obóz przesiedleńczy dla Polaków – Ilford Park.